# Sophie Bourgeois
Pour les articles homonymes, voir Bourgeois.
 (juillet 2025).
Si vous disposez d'ouvrages ou d'articles de référence ou si vous connaissez des sites web de qualité traitant du thème abordé ici, merci de compléter l'article en donnant les références utiles à sa vérifiabilité et en les liant à la section « Notes et références ».
Sophie Bourgeois, née le 7 décembre 1972 à Montréal, est une actrice québécoise ayant eu des rôles au théâtre, à la télévision et au cinéma.

## Biographie
Native de Montréal, elle a effectué ses études en théâtre à l'option-théâtre du Cégep Lionel-Groulx où elle a eu son diplôme en 1998.
Elle débute au théâtre dans Les Fourberies de Scapin, avec Martin Héroux dans le rôle-titre au théâtre Denise-Pelletier. Elle interprète Zerbinette, la Bohémienne, en 1998 et elle remporte le prix du public pour le rôle de soutien, saison 1998-1999. Elle a joué, en 1999, dans Cœur-en-conte, une fable mise en scène par Paul Dion.
Ensuite, à la télévision elle joue dans Caserne 24, une série basée sur le monde des pompiers. Le 4 janvier 1999, elle tient le rôle de Kounga, l'espiègle kangourou, dans la série jeunesse Cornemuse, dont elle était en nomination aux Prix Gémeaux en 2001 comme meilleure actrice dans une série jeunesse, ex aequo avec Danielle Proulx (Cornemuse).
La période Cornemuse (1998-2003) lui permet de participer à d'autres séries comme Origines, où elle jouait une femme des années 1760. Ensuite, ce sera Music-Hall et Histoires de filles, où elle joue l'alter ego de Marie-Chantal Perron. Elle a participé à la distribution de L'Auberge du chien noir, où elle interprétait Corinne, une co-maquilleuse.
En 2004, elle interprète la sœur de René Lévesque dans René, avec Emmanuel Bilodeau, puis joue dans Au nom de la loi avec Patrick Huard.
En 2003, elle joue dans L'Incomparable Mademoiselle C., suite de La Mystérieuse Mademoiselle C., avec Marie-Chantal Perron dans le rôle-titre. Ensuite, ce sera Maman Last Call avec Sophie Lorain et Le Guide de la petite vengeance, avec Marc Béland et Gabriel Gascon.
De 2006 à 2010, elle joue dans C.A. avec Louis Morissette et elle participe dans Le Négociateur et Les Invincibles. Au cinéma, dans le film de Louis Bélanger, Route 132.

## Filmographie
- 1999 : Cornemuse (série télévisée) : Kounga
- 2003 : 3X Rien (série télévisée) : Thérapeute
- 2004 : L'Incomparable Mademoiselle C. : Madeline Lipski
- 2005 : Au nom de la loi (série télévisée) : Anne Beauchamp
- 2005 : L'Auberge du chien noir (série télévisée) : Corinne
- 2005 : Maman Last Call : Manon - barmaid
- 2006-2010 : C.A. (série télévisée) : Maude Léveillée
- 2010 : Route 132 : Mélanie
- 2012 : Manigances (web-série) : Catherine Poirier
- 2013 : Mémoires vives (série télévisée) : Johanne
- 2016-2023 : L'Échappée (série télévisée ) : Martine Lyndsay